# معبد جرف حسين
تم تكريس معبد جرف حسين للملك المصري رمسيس الثاني وبناه ستاو، نائب الملك في كوش. يقع على ضفة النيل على بعد حوالي 90 كم جنوب أسوان، وكان جزئياً قائم بذاتها ومقطع جزئياً من الصخر. كان مخصصة لـ «بتاح، بتاح تاتينن وحتحور، ومرتبط برمسيس».
أثناء بناء مشروع السد العالي في الستينيات، تم تفكيك أجزاء من الجزء القائم بذاته من هذا المعبد وأعيد بناؤه الآن في موقع كلابشة. تم ترك معظم المعبد المنحوت في الصخر في مكانه وهو الآن مغمور تحت بحيرة ناصر.
طريق لأبي الهول برأس كبش يقود من النيل إلى الصرح الأول، والذي مثل الفناء الذي يقع خلفه هو أيضًا قائم بذاته. يحيط بالفناء ستة أعمدة وثمانية أعمدة تماثيل. تم تزيين مدخل الفناء المحيط بتماثيل أوزوريس الضخمة. ثلاثة أعمدة للتمثال، وللعجب، أربعة تجاويف تماثيل، ولكل منها ثلاثيات إلهية على جوانبها. خلف القاعة كانت توجد قاعة مائدة القرابين وغرفة الباروك مع أربعة تماثيل عبادة بتاح ورمسيس وبتاح تاتين وحتحور منحوتة في الصخر.

## صور

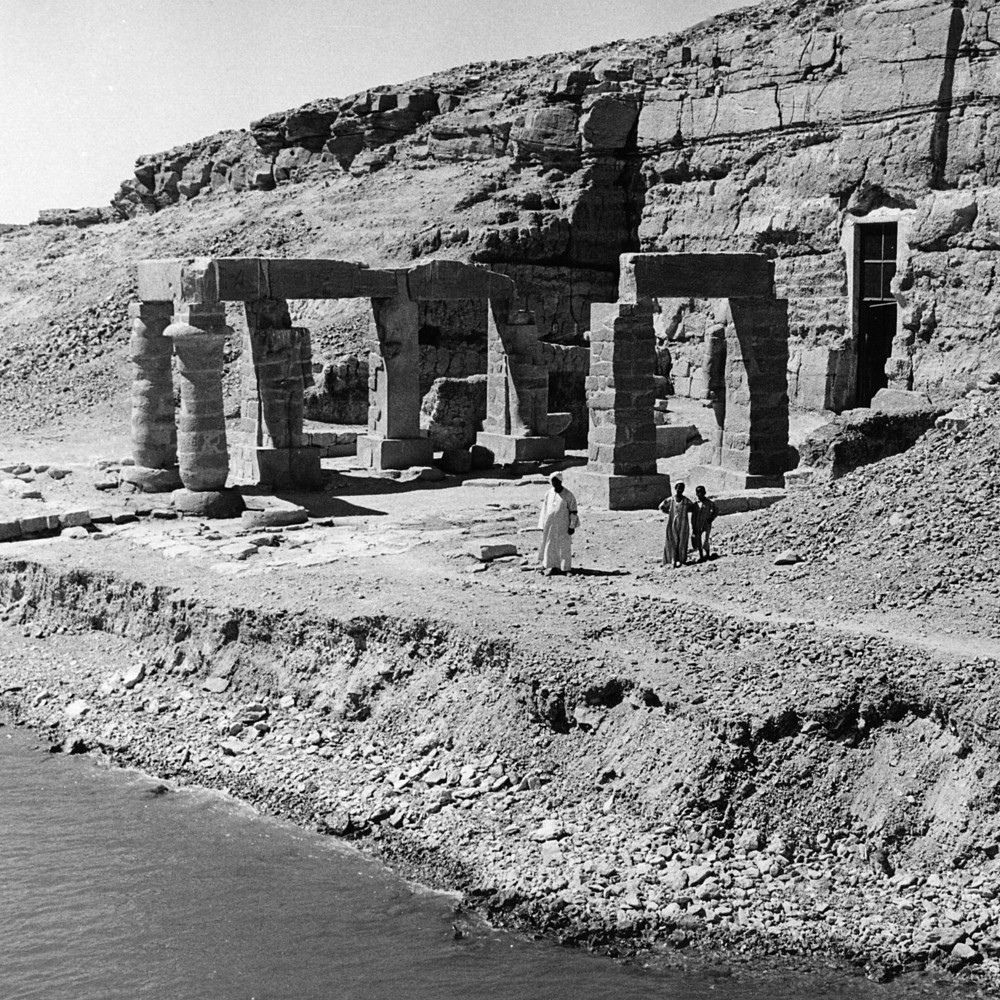
منظر لمعبد بتاح من النيل، 2 يناير 1960، UNESCO
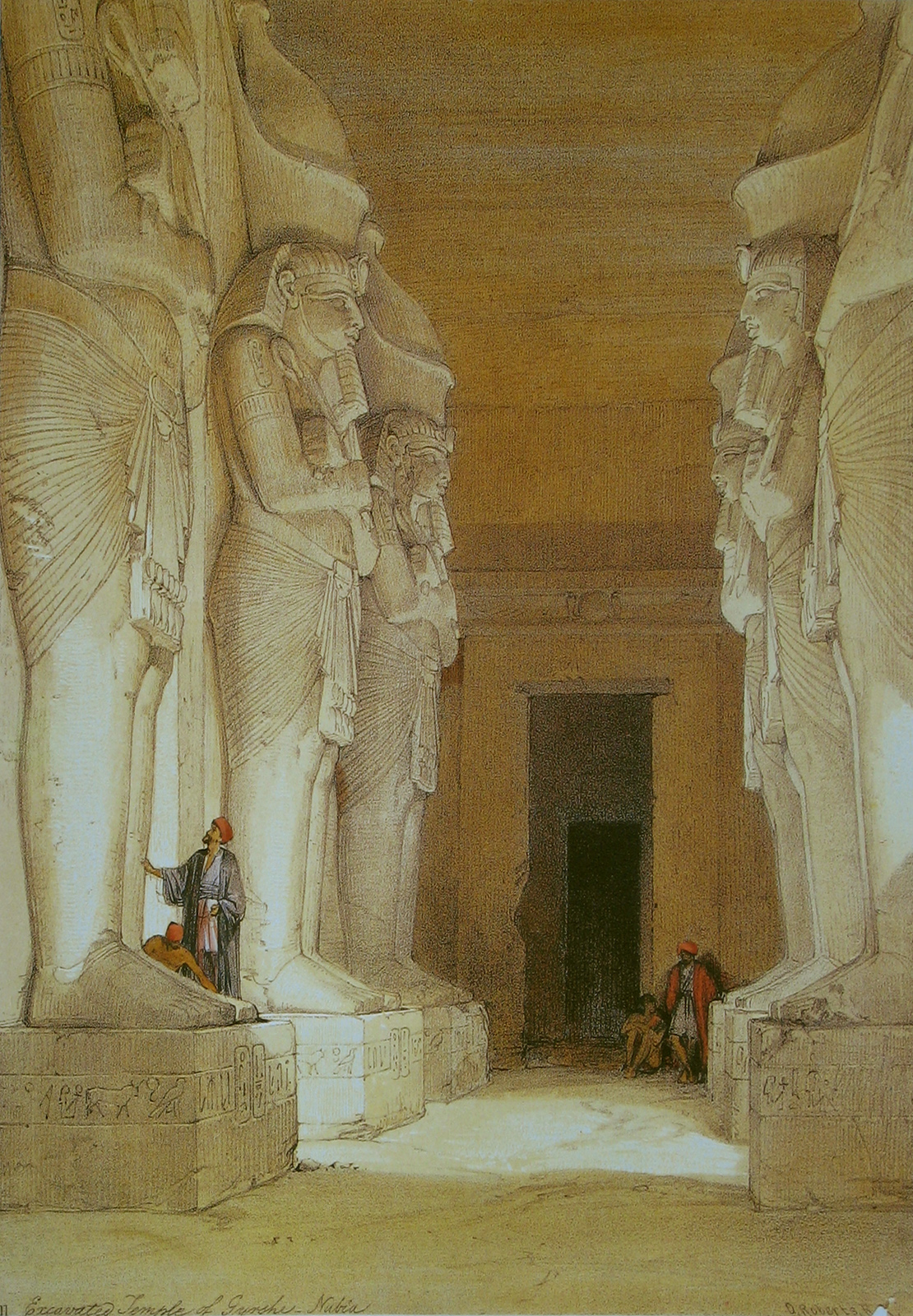
اللوحة داخل المعبد بواسطة ديفيد روبرتس (1838)
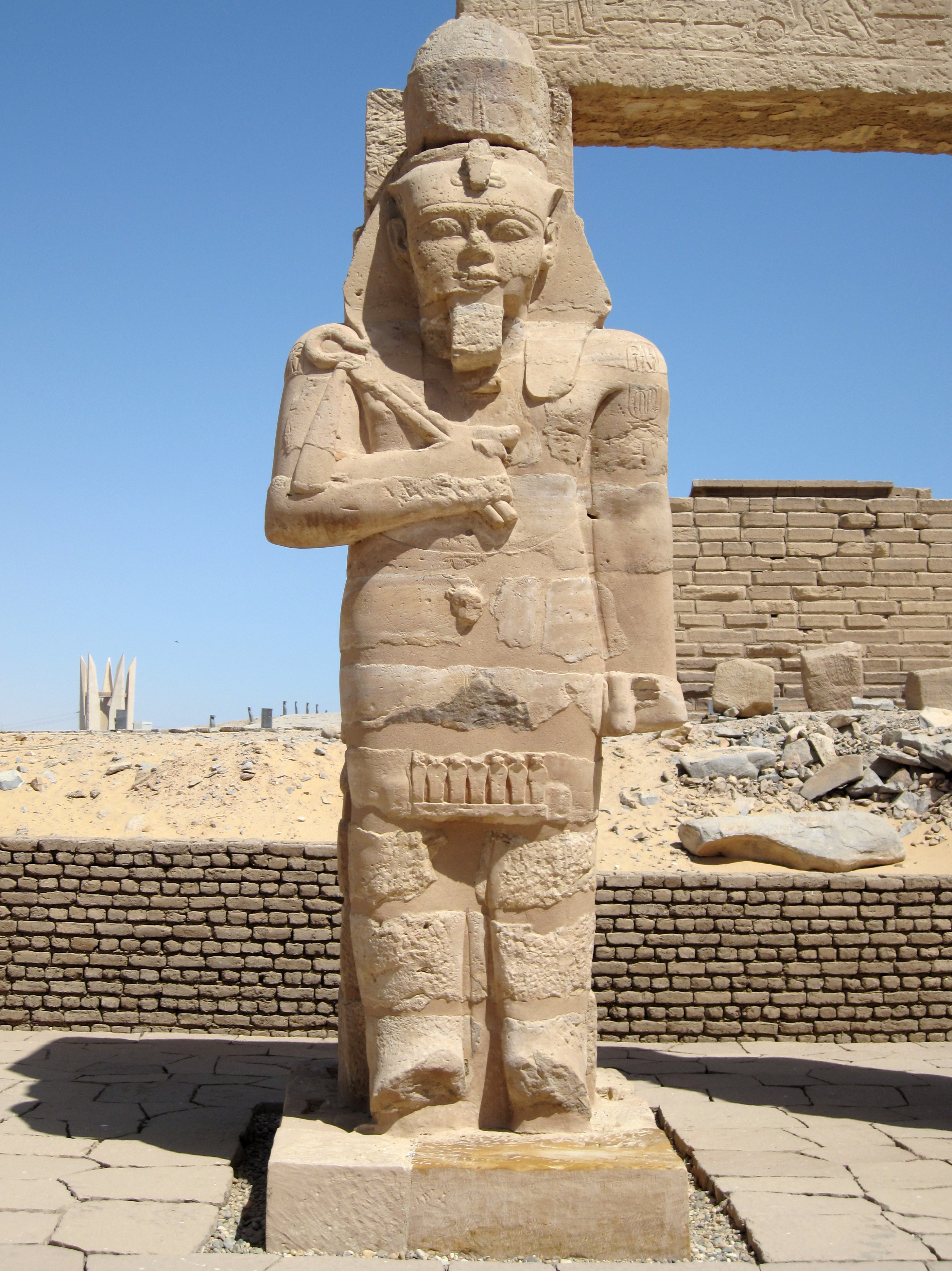
إلى حد ما "يجلس" تمثال رمسيس الثاني في الفناء
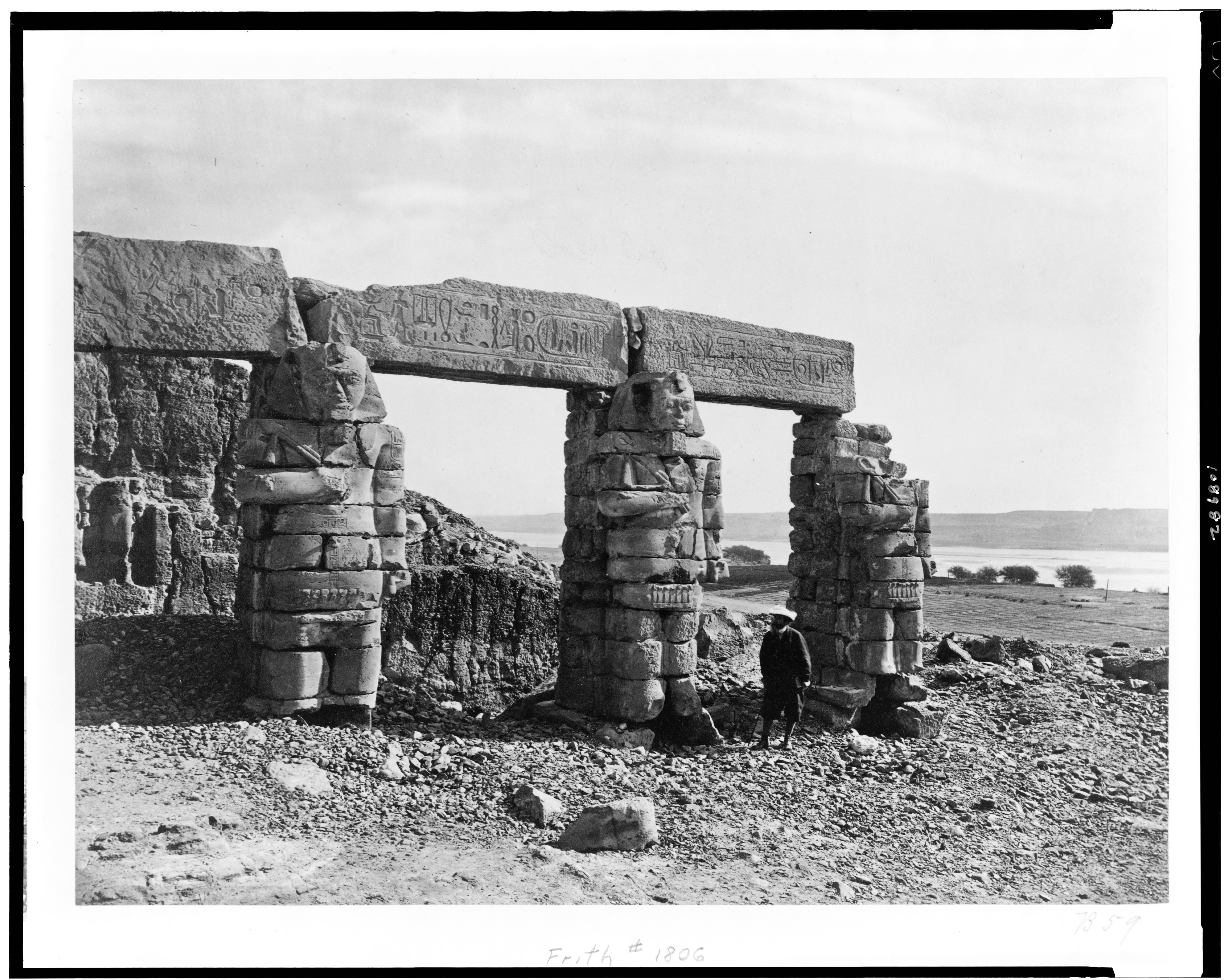
رواق المعبد
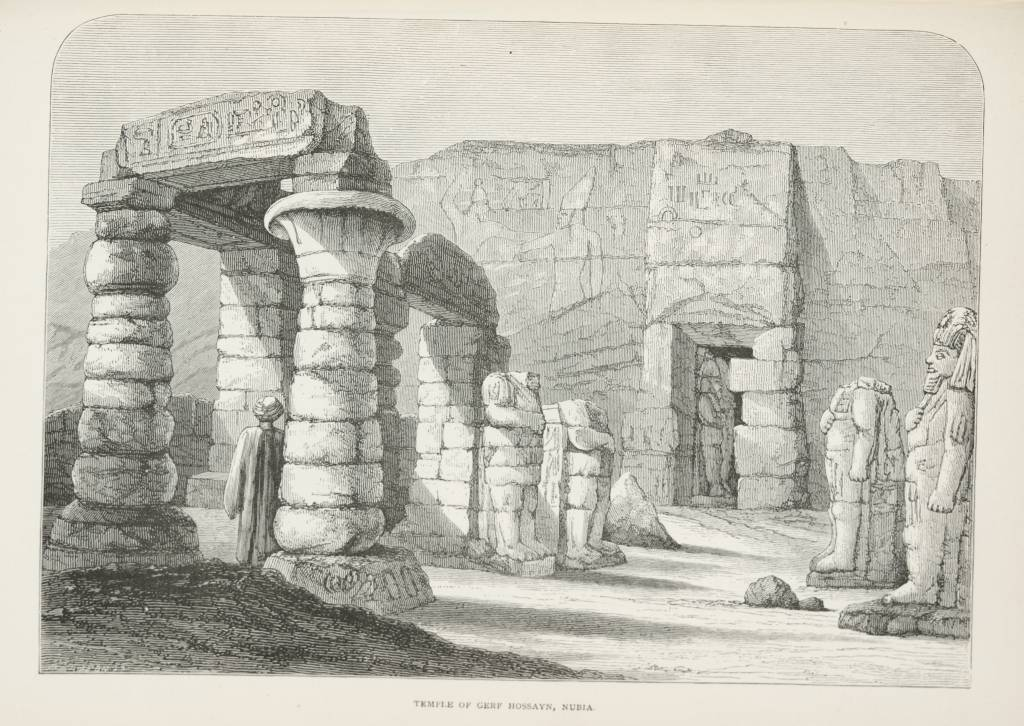
رسم المعبد 1890